# شفائي الأصفهاني
الحَكِيمُ شَرَفُ الدِّينِ حَسَنُ الأَصفَهَانِي (بالفارسية: حکیم شرف‌الدین حسن اصفهانی) (994 - 1037هـ \ 1585 - 1628م) المعروف اختصارًا بِـ«شفائي الأصفهاني» هو شاعرٌ وطبيبٌ ومُفكرٌ من العصر الصفوي، يُعد واحدًا من أعلام الأدب الفارسي وعالمًا موسُوعيًا جمع بين العلم والفن والحكمة.